# Nicky Hilton
Nicholai Olivia Hilton coniugata Rothschild,
nota semplicemente come Nicky Hilton (New York, 5 ottobre 1983) è una modella, stilista, imprenditrice e socialite statunitense.
È una degli eredi dell'omonima catena di alberghi.

## Giovinezza e famiglia di origine
Figlia di Richard Hilton e Kathy Richards, ha tre fratelli: Paris Hilton, Barron Hilton II e Conrad Hilton III.
Si è diplomata presso il "Convent of the Sacred Heart" a New York e ha frequentato il "Fashion Institute of Technology" e la "Parsons School of Design", senza tuttavia laurearsi.
Il suo nome, Nicholai/Nicky, deriva da quello del prozio Conrad Hilton Jr., soprannominato Nicky, uno dei mariti di Elizabeth Taylor, morto nel 1969.

## Carriera

### Modella
Nicky Hilton ha cominciato a muovere i primi passi nella moda come modella, sfilando, tra gli altri, per 2BFree, L.A.M.B. di Gwen Stefani, Just Cavalli, e dal 2004 ha iniziato a lavorare anche come stilista.
Nel 2005 è stata, insieme alla modella e attrice statunitense Kimberly Stewart, la testimonial della linea di biancheria intima per il marchio australiano Antz Pantz. Come modella ha anche partecipato al catalogo di Frederick's of Hollywood.
Nel 2003 è stata una delle protagoniste del calendario della rivista For Him Magazine Bacardi & FHM 2003, e la stessa rivista le ha dedicato la copertina del marzo 2002 e, nell'edizione tedesca, del maggio 2003. Nella sua carriera di modella diverse riviste le hanno dedicato servizi e copertine (FHM, Vanity Fair, Vogue, Maxim, Stuff, Marie Claire, e altre).

### Stilista

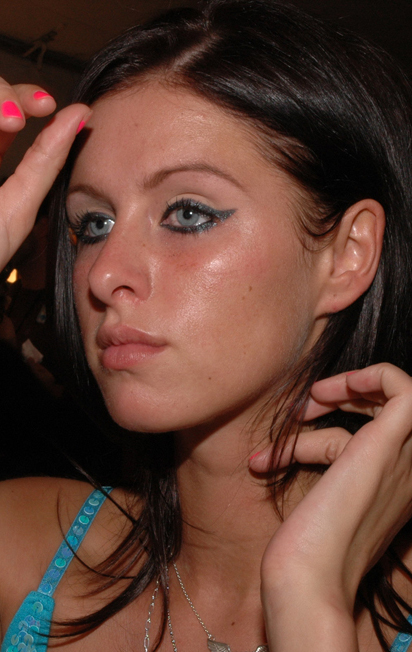
Nicky Hilton nel 2005

Nel 2004 ha lanciato negli Stati Uniti una linea di abiti chiamata CHICK by Nicky Hilton e ha inoltre collaborato con Samantha Thavasa per la creazione di borse e con la catena di accessori Claire's per la creazione di collane, orecchini e anelli.
Nel 2007 ha lanciato una seconda linea di abbigliamento, destinata alla moda primavera/estate 2008, chiamata Nicholai.

### Attrice
La Hilton ha debuttato anche come attrice nel 2006 nel film per l'home video National Lampoon's Pledge This!, in cui recitava anche la sorella Paris Hilton, ma in precedenza aveva fatto un cameo (interpretando sé stessa) nel film Pauly Shore Is Dead.
Nicky Hilton e la sorella Paris Hilton annunciarono nel 2006 la creazione di un cartone animato sulle loro vite.

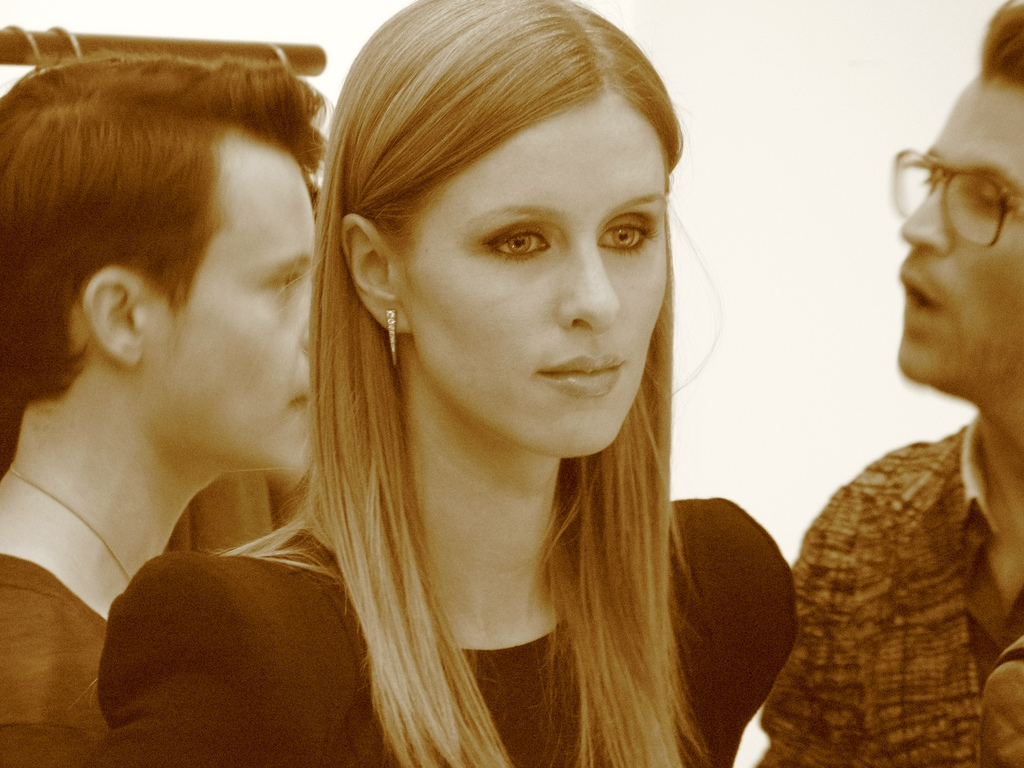
Nicky Hilton nel 2010

### Imprenditrice
Oltre a ciò, la Hilton ha aperto a Miami Beach il primo Nicky O Hotel: un misto di hotel/appartamenti di lusso. Un secondo hotel, che doveva aprire a Chicago nella primavera del 2007, ha subito dei ritardi nell'apertura che hanno portato i partner commerciali a denunciare Nicky Hilton.

## Vita privata
Il 15 agosto 2004, Nicky Hilton ha sposato l'amico d'infanzia e uomo d'affari Todd Andrew Meister nella Vegas Wedding Chapel di Las Vegas, in Nevada. Il matrimonio è stato annullato tre mesi dopo, il 9 novembre, la Hilton e Meister hanno spiegato di essersi sposati solo per capriccio.
Il 12 agosto 2014 Nicky Hilton si è fidanzata con James Rothschild, figlio di Amschel Rothschild. La coppia si è sposata il 10 luglio 2015 a Kensington Palace. L'8 luglio 2016 nasce la primogenita Lily Grace Victoria Rothschild. Nel dicembre 2017 ha una seconda figlia Teddy Marilyn Rothschild; nel luglio 2022 nasce il terzo figlio.